# Eurytoma tumida
Eurytoma tumida är en stekelart som beskrevs av Walker 1844. Eurytoma tumida ingår i släktet Eurytoma och familjen kragglanssteklar. Inga underarter finns listade i Catalogue of Life.